# Referendum costituzionale in Germania Est del 1968
Il 6 aprile 1968 si tenne un referendum costituzionale nella Repubblica Democratica Tedesca. L'affluenza fu del 98,1%. La nuova Costituzione fu approvata dal 96,4% dei votanti, ed entrò in vigore il 9 aprile.

## Contesto
Il 1º dicembre 1967, la Camera del popolo elesse una commissione per scrivere una nuova Costituzione. Essa fu approvata il 26 marzo 1968 senza voti contrari, insieme con una legge che prevedeva che si tenesse un referendum per approvare la nuova Costituzione.

## Risultati
| Opzione                | Voti       | %    |
| ---------------------- | ---------- | ---- |
| A favore               | 11 536 803 | 96.4 |
| Contro                 | 409 733    | 3.6  |
| Schede bianche/nulle   | 24 353     | –    |
| Totale                 | 11 970 889 | 100  |
| Elettorato/affluenza   | 12 208 986 | 98.1 |
| Fonte: Nohlen & Stöver |            |      |